# Solpugiba svatoshi
Espèce
Synonymes
- Solpuga lineata svatoshi Birula, 1926

Solpugiba svatoshi est une espèce de solifuges de la famille des Solpugidae.

## Distribution
Cette espèce est endémique du Kenya.

## Description
La femelle décrite par Roewer en 1934 mesure 15 mm.

## Publication originale
- Birula, 1926 : On some species of the Solifugae from British East Africa and the various countries of North-East Africa. Annuaire du Musée Zoologique de l’Academie des Sciences de l’URSS, vol. 27, p. 175–218.